# William Towns

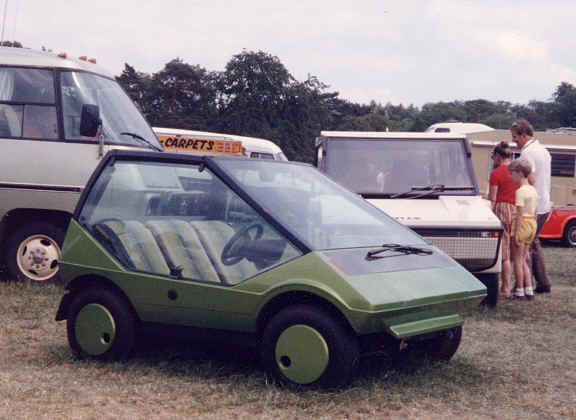
Microdot de 1976.

William (Bill) Towns (fallecido en 1994) fue un  diseñador de automóviles británico.
Towns comenzó su formación como diseñador en Rootes en 1954, donde participó principalmente en diseñar asientos y manijas para las puertas. Más tarde, también estuvo implicado en el diseño de su Hillman Hunter. Se trasladó a  Rover en 1963 y trabajó allí para David Bache y diseñó el cuerpo de la Rover-BRM, un automóvil de turbina de gas de Le Mans. En 1966 salió de Rover y se unió a Aston Martin como diseñador de asientos, llegando a ser el principal diseñador del Aston Martin Lagonda.
Dejó Aston Martin en 1977 luego del Lagonda buscando trabajos más remunerativos, pero como trabajador independiente trabajó en el Jensen-Healey, el Kit car Hustler, el Reliant SS2 y el Railton F28/F29. 
Towns murió de cáncer en 1994, en su casa de Moreton-in-Marsh, Gloucestershire. Hasta julio de 2005 sus propios automóviles estaban en exhibición en el Heritage Motor Centre, Gaydon, Reino Unido.

## Algunos de sus automóviles
- 1964 - Rover-BRM (con David Bache)
- 1967 - Aston Martin DBS
- 1972 - Jensen-Healey
- 1972 - Minissima
- 1976 - Microdot
- 1976 - Aston Martin Lagonda
- 1978 - Hustler
- 1980 - Aston Martin Bulldog
- 1988 - Reliant SS2
- 1989 - Railton F28 Fairmile y F29 Claremont